# Svinamadsbäcken
Svinamadsbäcken este o arie protejată (arie specială de conservare — SAC, sit de importanță comunitară — SCI) din Suedia întinsă pe o suprafață de 82,6 ha, integral pe uscat.

## Localizare
Centrul sitului Svinamadsbäcken este situat la coordonatele 56°23′00″N 13°00′36″E / 56.3833°N 13.0099°E.

## Înființare
Situl Svinamadsbäcken a fost declarat sit de importanță comunitară în noiembrie 2003 pentru a proteja un număr necunoscut de specii din flora spontană și fauna sălbatică aflate în arealul zonei. Situl a fost protejat și ca arie specială de conservare în martie 2011.

## Biodiversitate
Situată în ecoregiunea continentală, aria protejată conține 2 habitate naturale: Mlaștini turboase de tranziție și turbării mișcătoare, Pajiști umede nord-atlantice cu Erica tetralix.
La baza desemnării sitului se află un număr nedeclarat de specii protejate.